# کرسا
کرسا (به ایتالیایی: Cressa) یک کومونه در ایتالیا است که در استان نووارا واقع شده‌است. کرسا ۷٫۱ کیلومتر مربع مساحت و ۱٬۴۸۰ نفر جمعیت دارد و ۲۶۷ متر بالاتر از سطح دریا واقع شده‌است.